# Bernhard Hasler
Bernhard Hasler (* 1884 in Schreckendorf, Landkreis Habelschwerdt, Provinz Schlesien; † 1945 in Bad Oldesloe, Schleswig-Holstein) war ein deutscher Maler, Grafiker und Zeichenlehrer.

## Leben

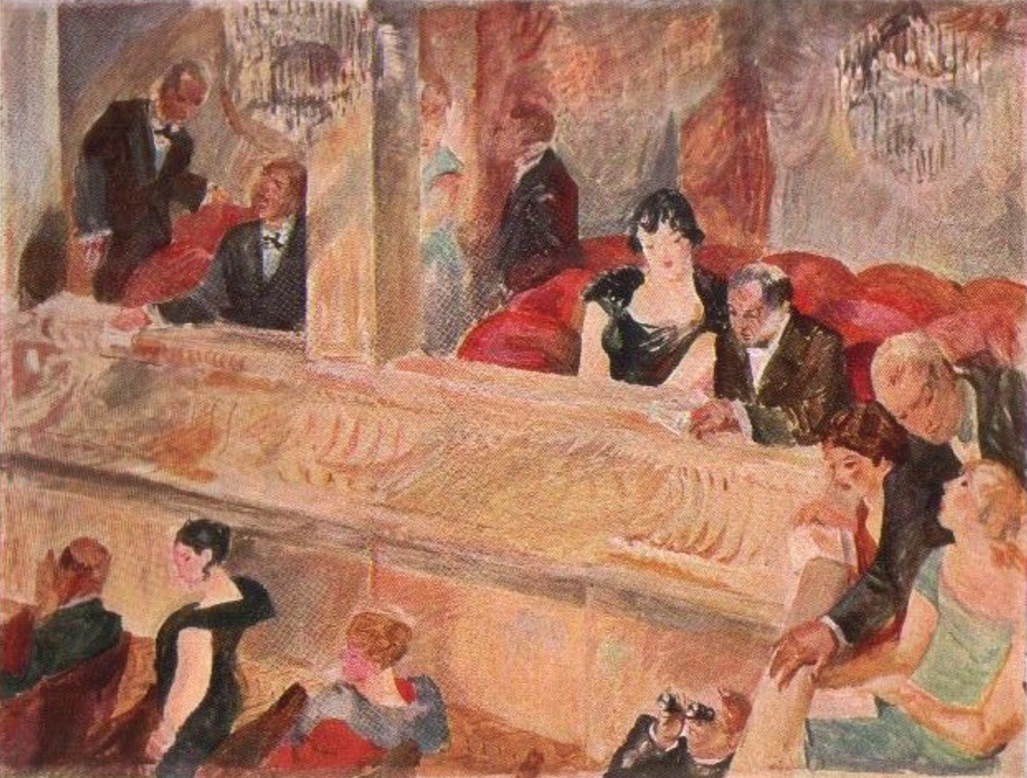
Bernhard Hasler: Im Konzertsaal

Bernhard Hasler wurde in der Grafschaft Glatz geboren. Seine Eltern waren der Kapellmeister Franz Hasler, der aus Obersteine stammte, und Johanna, geborene Tschimmel aus Schreckendorf. Es ist nicht bekannt, wann er seinen Heimatort verließ. Vermutlich 1906 oder 1907 ging er nach Berlin. Aus dem Jahr 1908 ist ein Selbstporträt bekannt.
In Berlin war er Schüler von Emil Orlik und Lovis Corinth. Seit 1913 unterrichtete er als Lehrer an der Hochschule für Bildende Künste in Berlin. Er gehörte zu den Mitbegründern der Novembergruppe. 1914 wurde er als ordentliches Mitglied des Deutschen Künstlerbundes mit dem Villa-Romana-Preis ausgezeichnet. Wegen des Ausbruchs des Ersten Weltkriegs konnte er die Reise nach Florenz jedoch nicht antreten.
In den 1920er Jahren schuf Hasler u. a. zahlreiche Berliner Motive. Sie gehören zu den besten Gemälden der Berliner Malerei und wurden jährlich in der Preußischen Akademie der Künste ausgestellt. Auch auf der Großen Aquarell-Ausstellung in Dresden 1929 wurden diese Werke positiv aufgenommen. Auf einer Akademie-Ausstellung 1940 war er mit drei Werken vertreten. Danach verlor sich seine Spur.
Bei Kriegsende 1945 wurde Bernhard Hasler in Bad Oldesloe Opfer eines Bombenangriffs. Sein Leichnam wurde auf dem Oldesloer Alten Friedhof beigesetzt. Die meisten seiner Werke befinden sich heute in Privatbesitz.
Der zur Gedächtnisausstellung im Jahre 1955 im Rathaus Berlin-Wedding erschienene Katalog listet 70 Werke auf. 15 Gemälde und Graphiken wurden im Katalog abgebildet.

## Werkauswahl
- Illustrationen zu: J. W. Goethe: Novelle (Insel-Bücherei 296/1)
- Butterladen 1924
- Im Autobus, Öl/Holz., um 1926/27
- Kubistisches Stilleben, Öl/Holz, 1927
- In der Elektrischen, Öl/Holz, 1928
- In der U-Bahn, Öl/Holz, um 1928
- Konzertsaal, 1928
- An der Haltestelle, um 1929
- Frau am Fenster, 1929

## Ausstellungen
- Gedächtnisausstellung im Rathaus Schöneberg, 1955
- Ausstellung im Rathaus Berlin-Wedding mit 70 Werken, 1975
- 15. Europäische Kunstausstellung Berlin 1977
- Novembergruppe, Galerie Bodo Niemann, Berlin 1994